# Jan Fryderyk II zu Hohenlohe-Neuenstein-Öhringen
Jan Fryderyk II zu Hohenhole-Neuenstein-Öhringen (ur. 22 lipca 1683 w Öhringen, zm. 24 sierpnia 1765 tamże) – książę zu Hohenlohe-Neuenstein-Gleichen, syn księcia Jana Fryderyka I i jego żony Elżbiety.

## Życie prywatne
- 13 lutego 1710 poślubił Dorotę Zofię z Hesji-Darmstadt. Mieli siedmioro dzieci:
  - Ludwika Wilhelma
  - Ludwika Fryderyka
  - Charlottę Luizę
  - Karolinę Zofię
  - Wilhelminę Elenorę
  - Leopoldynę Antoninę
  - Elenorę Krystynę